# Antico Corso
L'Antico Corso - Terme dell'Idria/Itria, noto più semplicemente come Antico Corso (U Cursu in siciliano o U Cussu in dialetto catanese) è un quartiere della città di Catania, facente parte dal 2013 della I Circoscrizione, già I Municipalità (Centro storico), insieme ai quartieri Angeli Custodi, Civita, Fortino, Giudecca, San Berillo e San Cristoforo.

## Origine del nome
In origine il nome del quartiere era il Corso, e probabilmente esso lo aveva per il fatto che in età antica questa strada principale collegasse i quartieri dei patrizi con le fastose necropoli ellenistico-romane che si aprivano a ridosso delle mura dell'attuale Via del Plebiscito.
L'attuale prima parte del nome, Antico Corso, potrebbe risalire alla seconda metà del XVII secolo, quando lo si chiamò così per poterlo distinguere dalla strada che si stava ricostruendo in quel periodo, la "Strada del Corso", ovvero l'odierna Via Vittorio Emanuele II, che era chiamata anche "Strada del Re". 
L'altra parte del nome, Terme dell'Idria/Itria, indica invece la presenza di una stazione termale nei pressi della via e della Chiesa di Santa Maria dell'Idria/Itria, dedicata al culto mariano dell'Odigitria, affermatosi con i bizantini e che in greco significa "Colei che indica la giusta via": tutto ciò all'incirca dove vi era stato il nucleo fondativo della Katàne pagana nell'VIII secolo a. C., sulla sponda sinistra dell'Amenano e sulla collina di Montevergine.
Nel dialetto catanese, il quartiere viene indicato semplicemente come 'u Cussu.

## Geografia
Il quartiere Antico Corso è situato in pieno centro storico di Catania: esso confina a nord con il quartiere San Domenico o Santa Maria La Grande, ad ovest con i quartieri Cava Daniele e Petriera, a sud con San Nicolò l'Arena o Terme dell'Acropoli e ad est con il quartiere Monte Vergine.
La sua estensione si sviluppa lungo la Via Antico Corso, che ha una direzione nord-sud e che proprio a nord del quartiere si immette nella irregolare Via del Plebiscito, cioè l'antica circonvallazione esterna della città etnea, la quale racchiudeva i più antichi rioni catanesi: questa via infatti delimita in molti punti il quartiere, sito all'interno, e finisce poco dopo più ad est, immettendosi in Via Santa Maria Maddalena. 
Altre strade importanti dell'Antico Corso sono: Via Bambino, parallela a via Antico Corso ma più ad est, al confine con il quartiere Monte Vergine; Via del Tindaro, che costeggia il lato sud dell'isolato dell'Ospedale "Santo Bambino"; Via Idria, che arriva fino a Piazza Dante, cioè nel quartiere più a sud; via Botte dell'Acqua, che prende il nome dalla cisterna che distribuiva l'acqua dell'acquedotto benedettino (il quale partiva dalla "Timpa della Leucatìa", oggi ricompresa nel quartiere Canalicchio, e finiva proprio nei pressi di questo quartiere), separando poi quella destinata all'uso civico da quella per il Monastero dei Benedettini Cassinesi stessi, cioè per il complesso monastico più a sud-ovest; e via Osservatorio. 
Le piazze principali sono Piazza Annibale Riccò, a sud del Liceo Classico "Nicola Spedalieri", Piazza dei Miracoli, e Piazza Santa Maria dell'Idria/Itria, dove vi sono la chiesa dedicata a questo culto mariano bizantino, e i ruderi delle terme omonime, più antiche.

## Storia
Le origini del quartiere risalirebbero al Neolitico, come dimostrano gli scavi archeologici effettuati nel corso del XX secolo, in cui sono stati ritrovati manufatti in ceramica risalenti all'Età del Bronzo medio, nell'area della Collina di Montevergine, dove sorsero i primi nuclei insediativi. All'epoca dell'antica Grecia il luogo fu scelto dall'ecista Evarco dei coloni di Nasso (l'attuale Giardini Naxos, a sua volta colonia dei Calcidesi in Sicilia) come nucleo per fondare la città di Katane, sulla riva del fiume Amenano, allora visibile in superficie; poi essa si espanse e per un periodo ebbe il nome di Aitna, ma più in là ritornò ad avere il nome originario; mentre all'epoca della dominazione romana la città etnea fu chiamata Catana o Catina, ed in questo quartiere vi risiedevano le famiglie del patriziato cittadino.
La decadenza del quartiere nobile avvenne dopo la caduta di Roma del 476, e la sua struttura subì una significativa mutazione con la costruzione di abitazioni modeste. Fortificato in epoca normanna, l'area divenne il Corso in epoca aragonese-spagnola, e costituiva uno dei nove quartieri in cui la città era suddivisa. Verso la metà del XVI secolo, sotto il dominio di Carlo V d'Asburgo, re di Spagna e Sacro Romano Imperatore, Catania venne fortificata con la costruzione di possenti e spesse Mura aventi dei Bastioni, di cui uno al Corso, più tardi detto degli Infetti poiché nel 1576 vi furono confinati degli ammalati di un'epidemia di peste. La presenza di questo bastione preservò il quartiere e le zone contigue dal percorso della lava dell'Etna durante l'eruzione vulcanica del 1669: la colata lavica, infatti, proveniva da Cifali e aveva seppellito già il Lago di Nicito, ma fu bloccata proprio dal bastione stesso, che ne deviò il percorso dirigendola verso sud, fin quando essa si riversò in mare, non prima di aver costeggiato la città dal lato meridionale, aver colmato il fossato del Castello Ursino e aver creato pure ulteriore terraferma. 
Durante il terremoto del Val di Noto del 1693, che devastò anche Catania, il Corso fu uno dei quartieri della città maggiormente colpiti e totalmente distrutti dal terribile evento sismico, perdendo così ogni traccia della sua originaria struttura. La ricostruzione della città etnea fu affidata dal viceré Juan Francisco Pacheco, duca di Uzeda al vicario generale per il Val Demone Giuseppe Lanza, duca di Camastra, ma nel caso del Corso la ricostruzione avvenne in maniera deregolamentata e la zona fu destinata al ripopolamento dei ceti meno abbienti, in particolare dei numerosi manovali immigrati dall'entroterra. Fu proprio nel periodo della ricostruzione post-terremoto che il quartiere assunse il nome di Antico Corso, per distinguerlo dalla nuova strada edificata in quell'epoca, detta Via del Corso, che corrispondeva all'odierna Via Vittorio Emanuele II.
Nel XIX secolo, dopo l'Unità d'Italia, l'Antico Corso fu inserito nella sezione urbana denominata "Idria", che comprendeva altri quartieri storici, come "Monte Vergine" e Sant'Agata la Vetere, cioè l'ex Cattedrale, nonché la "Porta di Aci", cioè l'attuale Piazza Stesicoro. Il suo abitato era ormai caratterizzato dalla presenza di strade strette e irregolari, di case modeste e ad alta densità abitativa, nonché da precarie condizioni igienico-sanitarie. L'urbanista Bernardo Gentile Cusa, nella sua opera dal titolo Piano Regolatore pel risanamento e per l’ampliamento della città di Catania del 1887, propose per l'Antico Corso un drastico piano di risanamento urbano, e ne fece la seguente descrizione:
Non è così, invece, per la parte occidentale dell'altipiano che s' intitola del Corso all'Idrìa, perché il caseggiato di questa porzione di città rinchiusa tra la via Idria e quella del Plebiscito è in cosi tristissima condizioni d'insalubrità da rendere necessaria l'applicazione di provvedimenti energici e radicali.
Il quartiere del Corso all'Idria è una minaccia continua alla salute dei cittadini, come lo è il quartiere dei Benedettini, come lo è la Civita: è un delitto di lesa umanità contro la classe degli indigenti: è un vero scandalo permanente che torna a disdoro di tutta la cittadinanza. Che perciò, in un modo qualsiasi, si debba provvedervi, non mi sembra quistìone discutibile , e mi parrebbe di propugnare cosa non più combattuta , se mi fermassi ancora a dimostrare l'obbligo morale che ha il Municipio di redimere questo importante gruppo di case, che posto di fianco al più cospicuo monumento edilizio della città, è testimonio di come male s'intendessero la carità e la sanità pubblica nei due secoli passati, nei quali poterono sorgere d'intorno allo splendido edifizio, queste casupole parassite, ricetto dei numerosi parassiti cui dava vita la opulenta comunità dell'ordine Cassinese.
Ma come provvedervi? Ripeteremo oggi, a 13 anni di distanza, l'errore commesso per la sistemazione della Civita? Lasceremo ai nostri figli il diritto di accusarci di animo piccolo e gretto?
Due progetti di risanamento e di sventramento del quartiere, con successiva rigenerazione attraverso la costruzione di giardini e di case popolari, furono presentati nel 1934 e nel 1939, ma furono bloccati dalla Reale Sovrintendenza di Catania, poiché entrambi prevedevano la demolizione della Torre del Vescovo, che esiste ancora oggi e costituisce un'isola spartitraffico. L'Antico Corso è stato tra le aree di Catania maggiormente devastate dai bombardamenti che colpirono la città etnea durante la seconda guerra mondiale, e pertanto i primi interventi di riqualificazione del quartiere vennero attuati solo dopo la seconda metà del XX secolo, in particolare a partire dal secondo dopoguerra. A seguito del progetto di risanamento elaborato nel 1947 dall'architetto Giuseppe Marletta, e adottato dal Comune solo nel 1954, la zona fu sottoposta a massicci interventi di sventramento, con la demolizione di molti vecchi edifici. Nel corso degli anni cinquanta e sessanta, furono realizzati quindi due complessi di edilizia popolare, l'ampliamento dell'Ospedale "Santo Bambino", e il nuovo edificio che ospita il Liceo classico statale Nicola Spedalieri.
Il piano di risanamento dell'architetto Marletta fu applicato comunque in maniera parziale, infatti oltre ai nuovi edifici sorti rimanevano comunque in piedi quelli vecchi e fatiscenti, privi di valore architettonico. Numerose furono le famiglie che abbandonarono l'Antico Corso a partire dagli anni sessanta, trovando sistemazione nei quartieri limitrofi e/o in complessi di edilizia popolare costruiti nelle zone periferiche, o quasi, del Comune, come Nesima, Trappeto, Zia Lisa e Librino: perciò nel quartiere fu costante un calo demografico, una volta che la sua popolazione negli anni novanta era di 10.000 unità circa, abitanti che andarono diminuendo se confrontati con le 4.000 unità circa, registrate agli inizi degli anni duemila. Nel contempo, però, soprattutto grazie all'insediamento delle facoltà umanistiche dell'Università degli Studi di Catania dentro l'ex Monastero di San Nicolò l'Arena cominciato a partire dalla fine degli anni settanta, c'è stata nel quartiere una piccola ma significativa crescita di una popolazione formata da studenti e lavoratori fuorisede.

## Monumenti e luoghi d'interesse

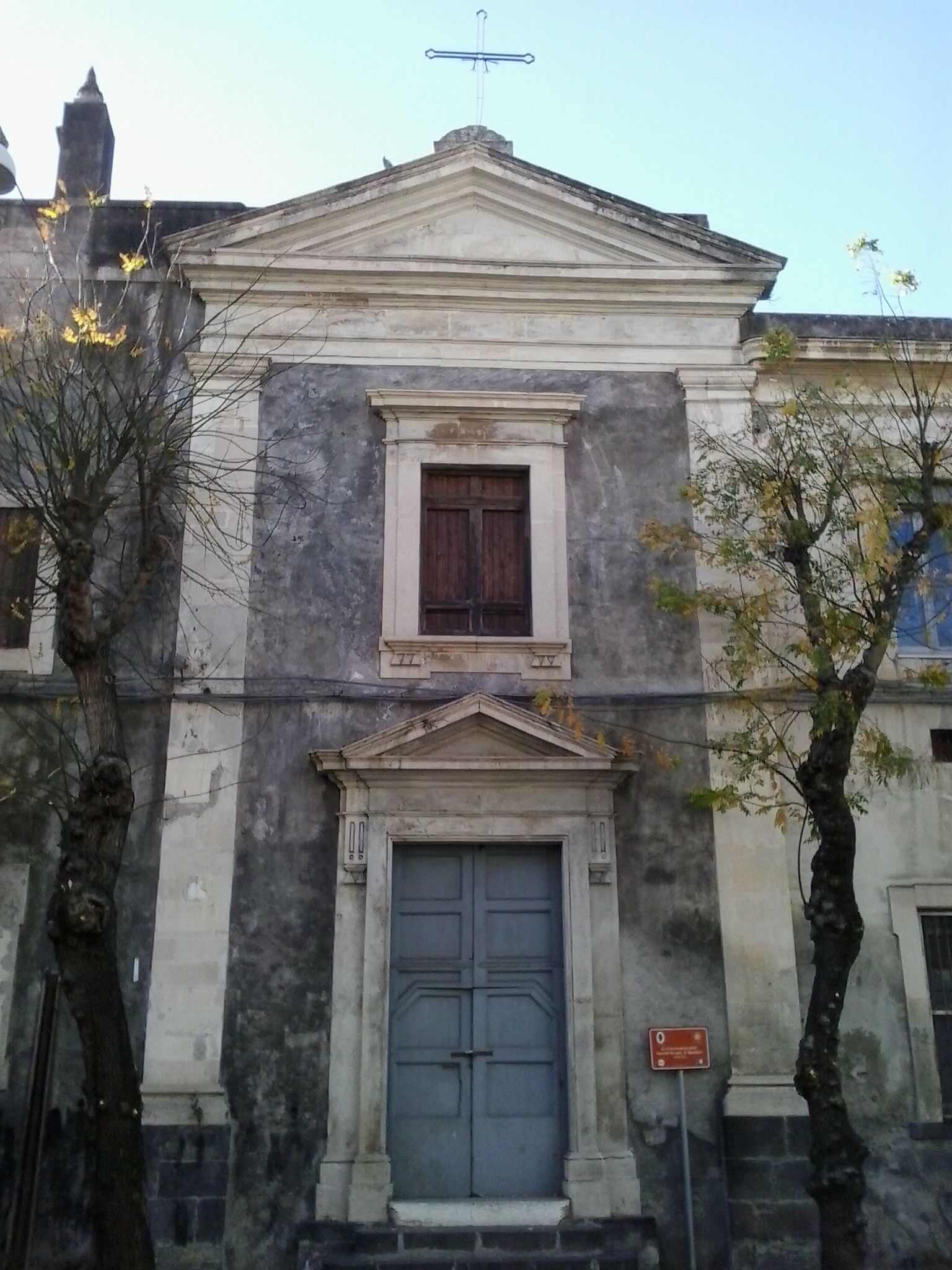
Chiesa del Santo Bambino

Chiesa ed ex Reclusorio del Santo Bambino
La chiesa sorge in Via del Plebiscito, dove è stata costruita nel 1782, ed è in stile barocco con elementi architettonici neoclassici. Di modeste dimensioni, il suo prospetto, racchiuso nella sua sommità da un timpano sormontato da un crocifisso, presenta un solo portale d'ingresso, anch'esso timpanato, ed una finestra rettangolare che lo sovrasta. L'edificio religioso è chiuso al culto dagli anni ottanta del XX secolo per problemi strutturali.
Il Reclusorio del Santo Bambino è stato fondato nel 1776 dal religioso Francesco Giuffrida Nicotra, sacerdote della Basilica Collegiata, che ottenne dal Senato di Catania l'autorizzazione per costruire un edificio, con una chiesa ad esso annessa, su un terreno donato da un anonimo e sito fra la Porta del Re e il Bastione degli Infetti. Col passare del tempo il Santo Bambino si è affrancato dall'essere proprietà del clero e si è trasformato in un ospedale pubblico specializzato in ginecologia e ostetricia. 
Chiesa di Santa Maria dell'Idria/Itria

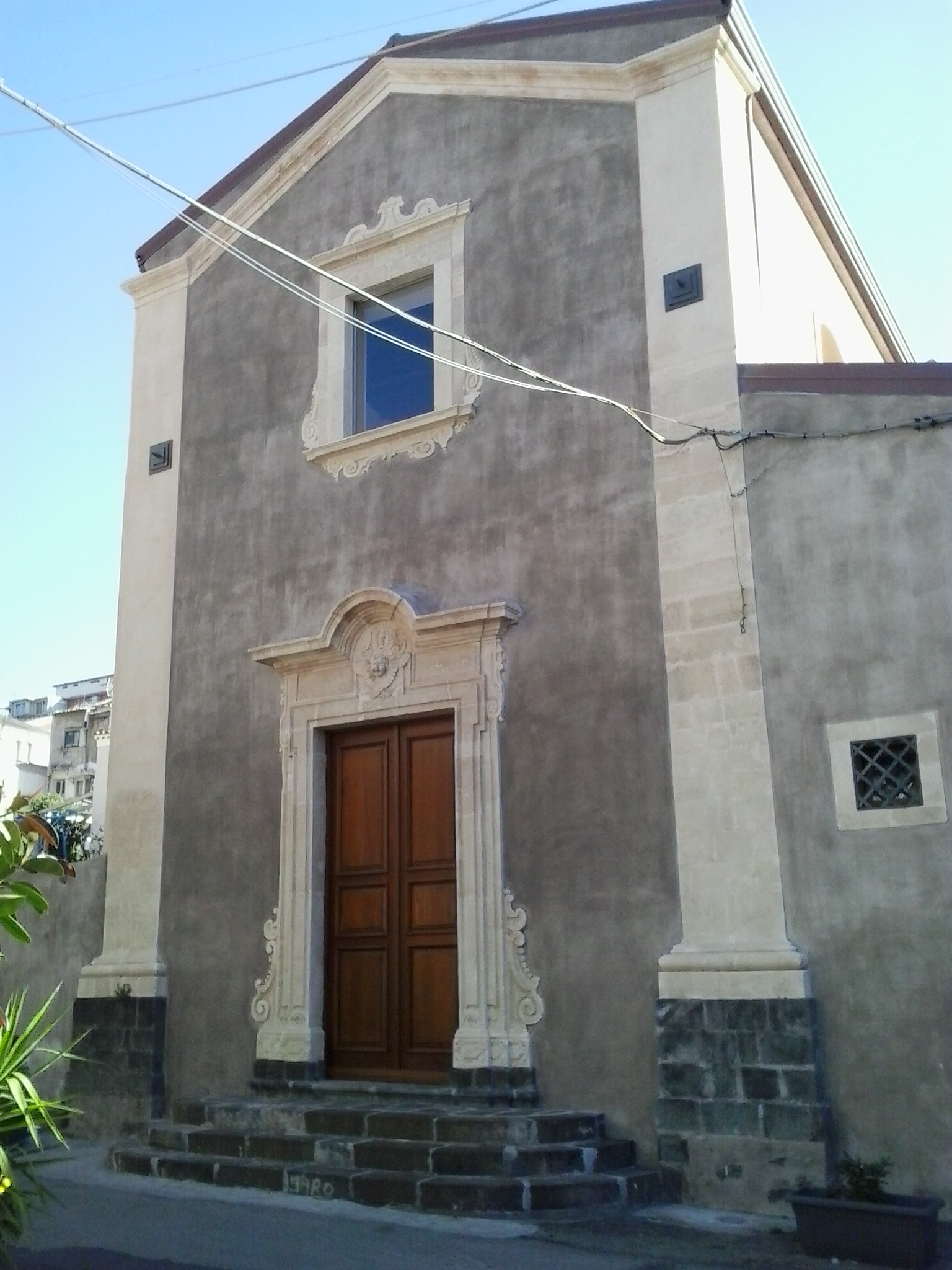
Ex Chiesa di Santa Maria dell'Idria/Itria

Chiesa sconsacrata, fu fatta costruire nel 1703 dal vescovo Andrea Riggio sul sito di un preesistente luogo di culto cattolico risalente al 1285, ma distrutto dal grave terremoto del Val di Noto del 1693. Tale chiesa, dedicata a Santa Maria dell'Odigitria, fu bombardata pesantemente durante la seconda guerra mondiale, in seguito fu trasformata abusivamente in falegnameria, ed infine abbandonata. Questo edificio di culto, sottoposto a interventi di recupero nel XXI secolo, è stato riaperto nel 2022 ed è destinato ad ospitare eventi e manifestazioni.
Lo stile architettonico della chiesa è di tipo barocco con elementi neoclassici. Ad un'unica navata e con presbiterio absidato, presenta una facciata racchiusa nella sua sommità da una forma triangolare, che comprende un portale d'ingresso sormontato da una finestra rettangolare. Di pregevole fattura è il cornicione del portale d'ingresso, in pietra bianca calcarea, che presenta interessanti elementi decorativi.
Bastione degli Infetti
Questo è uno degli undici bastioni di Catania fatti costruire sotto l'Imperatore Carlo V d'Asburgo di Spagna, non a caso facenti parte delle cosiddette Mura di Carlo V, nonché l'unico tutt'oggi più visibile. Fu eretto nel 1556 su ordine del viceré di Sicilia Juan de Vega, su un'area dove un tempo sorgeva la Chiesa dello Spirito Santo, la quale risaliva al XIV secolo. Esso deve il nome al fatto che durante l'epidemia di peste del 1576 fu utilizzato come lazzaretto per rinchiudervi gli affetti da tale morbo.
Nel 1602 il luogo fu concesso ai frati dell'Ordine della Santissima Trinità, e nel 1619 ai Frati minori riformati, i quali vi eressero il proprio convento. Nel 1651 in questo cenobio si insediò poi l'Ordine dei carmelitani scalzi, ma nel 1677 l'edificio religioso fu raso al suolo comunque, in quanto si dovette costruire una fortificazione per difendere la città dagli attacchi dei Francesi. Nel corso dei secoli si sono costruite delle abitazioni a ridosso del bastione, molte delle quali oggi sono abbandonate e che quindi potrebbero essere abbattute per rendere più fruibile il bastione stesso, soprattutto per i turisti.  

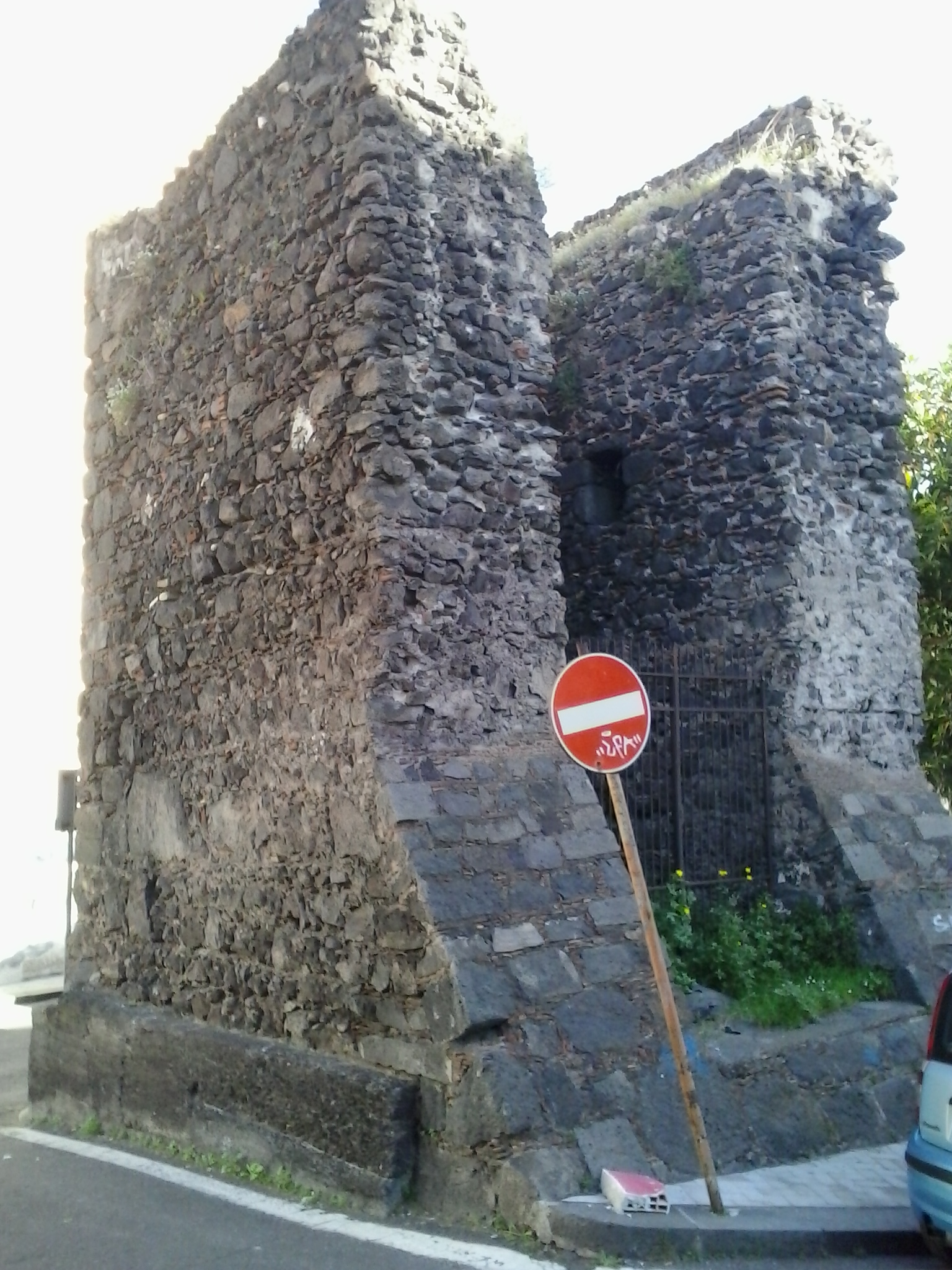
Torre del Vescovo
Torre medievale costruita nel 1302 in epoca aragonese, fu concessa nel 1556 al vescovo benedettino Antonio de' Vulpone per creare un lazzaretto dove ospitarvi gli ammalati di peste, e quindi fu inglobata nel Bastione degli Infetti. Oggi essa è un'isola spartitraffico, con annessa un'aiuola e più in là un benzinaio, in cui andando verso nord si svolta a destra e si scende anche di quota, percorrendo una curva che costeggia il Santo Bambino, mentre andando verso sud si compie un tragitto rettilineo ma si sale altimetricamente.

## Società

### Istituzioni, enti e associazioni
All'Antico Corso è presente l'Ospedale Santo Bambino, clinica ostetrica dell'Azienda Ospedaliero Universitaria Policlinico - Vittorio Emanuele, dismessa nel 2019 per essere trasferita nel nuovo Ospedale San Marco inaugurato a Librino.
Dal 2000, nel quartiere opera il Comitato popolare "Antico Corso", associazione culturale senza fini di lucro che si occupa della sua valorizzazione e della sua tutela.

## Cultura

### Istruzione
All'Antico Corso ha sede il Liceo classico Nicola Spedalieri, il più antico liceo della città etnea, ospitato all'interno di un moderno complesso inaugurato nel 1969.

## Economia
L'economia del quartiere si fonda essenzialmente sul commercio e sulla ristorazione. Cospicua è la presenza di trattorie dove si consuma la carne equina.

## Trasporti
L'Antico Corso è una delle poche zone del capoluogo etneo a non essere servita dai mezzi di trasporto pubblico locale dell'AMT.